# Allenc
Allenc   község Franciaország déli részén, Lozère megyében. 2011-ben 245 lakosa volt.

## Fekvése
Allenc az Allenc és a Bourdaric patakok összefolyásánál fekszik, 1060 méteres (a községterület 926-1326 méteres) tengerszint feletti magasságban, a Goulet-hegység nyugati lábánál, Le Bleymard-tól 17 km-re északnyugatra.
Nyugatról Pelouse, északról Laubert és Montbel, keletről Belvezet, délről pedig Chadenet és Saint-Julien-du-Tournel községekkel határos.
Allencot a D27-es megyei út köti össze a Lot völgyével (Chadenet 5,5 km) és a Pierre Plantée-hágóval (N88-as főút, 6 km). A községet érinti a Translozérien vasútvonal is (megállóhelyek Allencban és Larzalierben), melynek legmagasabb pontja Larzalier-nál van (1215 m). A falutól délre található a Mas de l’Ayre állami tulajdonban lévő erdő. A községterület 33%-át (1257 hektár) borítja erdő.
A községhez tartozik Villaret, Les Salelles, Le Mas Pouget, Le Beyrac, Le Mazel, Le Mazas, L´Altaret, Veyrines és Larzalier.

## Története
Allenc a történelmi Gévaudan tartomány Tourneli báróságához tartozott. Villaret vára a 12. században épült és a vallásháborúk idején, a 16. század végén pusztult el. 1858-ig Montbel falu is Allenchoz tartozott. Alquifous-nál korábban ólom- és ezüstbányászat folyt.

### Demográfia
| Év   | Lakosság |
| ---- | -------- |
| 1793 | 1415     |
| 1851 | 1540     |
| 1876 | 780      |
| 1901 | 759      |
| 1936 | 491      |

| Év   | Lakosság |
| ---- | -------- |
| 1946 | 514      |
| 1954 | 398      |
| 1962 | 353      |
| 1968 | 291      |

| Év   | Lakosság |
| ---- | -------- |
| 1975 | 237      |
| 1982 | 209      |
| 1990 | 176      |
| 1999 | 189      |
| 2010 | 253      |

## Nevezetességei
- A Saint-Pierre templomról az első írásos említés 1123-ból származik, a 12. században épült román stílusban, harangtornya 15. századi.
- Vallon de Villaret - szabadidőpark, itt található Villaret középkori várának egyetlen fennmaradt része, a Villaret-torony. A megye egyik legfontosabb idegenforgalmi nevezetessége.
- Altaret-nél menhir, La Prade-nál dolmen található, a község területén talált római emlékoszlop a mende-i múzeumban található.
- 18. századi vaskereszt
- Kálvária

## Híres emberek
- Guillaume de Villaret és Foulques de Villaret, a Máltai lovagrend 24. és 25. nagymesterei Villaret várában születtek.

## Kapcsolódó szócikk
- Lozère megye községei